# Louis Loucheur
Pour les articles homonymes, voir Loucheur.
Louis Loucheur,  né le 12 août 1872 à Roubaix (Nord) et mort le 22 novembre 1931 dans le 16e arrondissement de Paris (Seine), est un industriel et homme politique français.

## Biographie
Il est issu d'une famille protestante sans grande fortune (son père, Louis-Joseph Loucheur, est architecte).
Après une scolarité au lycée Faidherbe de Lille, il intègre l'École polytechnique (promotion X1890) et entre comme ingénieur de la construction aux Chemins de fer du Nord. Le 18 novembre 1896, il épouse Suzanne Lenicque, fille d’un centralien, et a deux filles : Marthe, qui épousera l’industriel Francis Sarrade, et Simone. En 1899, il s'associe avec un camarade de Polytechnique, Alexandre Giros, dans la Société Giros et Loucheur (bientôt connue par son nom télégraphique Girolou), qui se spécialise dans les constructions en béton armé et donnera naissance en 1908 à la Société générale d'entreprises (SGE).

## Carrière politique
Ses activités industrielles le rapprochent des milieux politiques, qui le consultent régulièrement en matière notamment d'armement. En décembre 1916, face à la crise de l'artillerie lourde, Loucheur devient sous-secrétaire d’État à l’Artillerie et aux Munitions, aux côtés du ministre de l'Armement et des Fabrications de guerre, Albert Thomas, dans le gouvernement d'Aristide Briand. Dès sa nomination, Loucheur se distingua par la stratégie de la « production totale » ; il est aidé par trois hommes, Xavier Loisy, Edmond Philippar et Paul Munich, tous ingénieurs de formation. 
À partir de septembre 1917, dans le gouvernement de Paul Painlevé (12 septembre au 16 novembre 1917) et dans celui de Georges Clemenceau (du 16 novembre 1917 au 26 novembre 1918), Loucheur remplace Thomas au ministère de l'Armement. Proche de Clemenceau, il participe à l'organisation du Haut commandement unique. Ce dernier le nomme dans son deuxième gouvernement, le 26 novembre 1918, comme ministre de la Reconstitution industrielle, poste qu'il occupera jusqu'au 20 janvier 1920, et le ministère de l'Armement est supprimé. À la conférence de Paris en janvier 1919, il est le principal conseiller économique de Clemenceau pour la négociation du traité de Versailles, et il intervient directement dans les discussions avec David Lloyd George. Il reçut la Army Distinguished Service Medal pour ce rôle.
Il est élu député de la circonscription d’Avesnes-sur-Helpe (Nord) pour la Fédération républicaine en novembre 1919, malgré une campagne de presse, qui l'accuse d'être un « profiteur de guerre ». Il déploie une intense activité parlementaire, s'intéressant aux chemins de fer et aux habitations à bon marché, et il s'impose comme l'un des ténors des Républicains de gauche, groupe indispensable à la formation de la plupart des majorités, s'appuyant notamment sur Le Petit Journal, puissant quotidien de l'époque. Il est réélu en 1924 et en 1928.
Il est nommé Ministre des Régions libérées dans le sixième gouvernement de Briand (16 janvier 1921 au 15 janvier 1922). À ce titre, à l'été et à l'automne 1921, il négocie à Wiesbaden avec Walter Rathenau la question des réparations allemandes.
Durant son bref passage au ministère du Commerce, de l'Industrie, des Postes et Télégraphes au printemps 1924 (troisième gouvernement de Poincaré, du 29 mars au 9 juin 1924), il participe à la rénovation du Conseil du Commerce et à la redéfinition des rapports de l'État et de la Compagnie française des pétroles.
Il devient ministre des Finances dans le huitième gouvernement Briand (du 28 novembre 1925 à sa démission le 16 décembre suivant) mais ne parvient pas à sortir de la crise du franc. Du 19 juillet au 23 juillet 1926 il retrouve le ministère du Commerce et de l'Industrie dans le gouvernement Édouard Herriot (du 19 juillet au 23 juillet 1926). Il est délégué à la conférence économique internationale à Genève en mai 1927.
Du 1er juin 1928 à février 1930, Loucheur est ministre du Travail et de la Prévoyance sociale (quatrième et cinquième gouvernements Poincaré du 1er juin 1928 au 29 juillet 1929, dixième gouvernement Briand du 29 juillet 1929 au 3 novembre 1929, premier gouvernement André Tardieu du 3 novembre 1929 au 21 février 1930). Les mouvements sociaux, et la crise du logement qui s'accentue du fait de la construction très réduite de logements dans la période d'après-guerre conduisent au vote de la loi Loucheur, en juillet 1928, qui prévoit la construction sur cinq ans de 200 000 logements HBM et 60 000 logements à loyer moyen. 
Il participe à la mise en place de la loi sur les assurances sociales, votée en avril 1928, dans un climat très polémique. Il tente enfin, sans succès, de faire passer une loi sur le règlement des conflits collectifs du travail.
Il est également à l'origine de la construction du bâtiment du ministère des Affaires sociales et de la Santé, situé avenue Duquesne (7e arrondissement de Paris). 
Il est ministre de l'Économie nationale, premier à porter ce titre dans l'histoire de la République française, dans le gouvernement Théodore Steeg, du 13 décembre 1930 au 27 janvier 1931.
En 1923, Loucheur vend le pavillon de musique de la comtesse du Barry à Louveciennes au parfumeur François Coty (1874-1934).

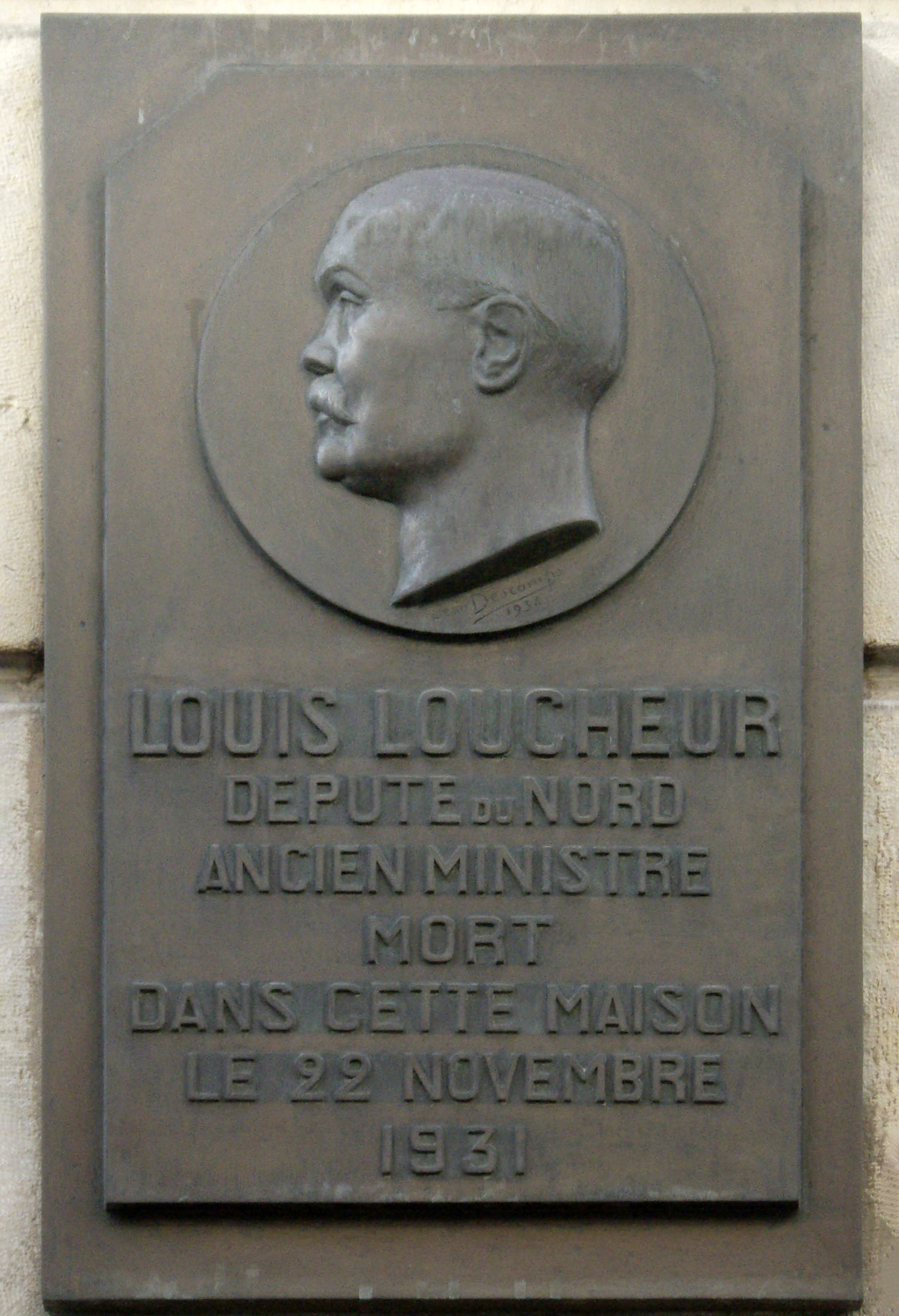
Plaque au 9, rue de l'Amiral-Hamelin.

Il meurt d'une affection cardiaque grave le 22 novembre 1931 au 9 rue de l'Amiral-Hamelin (16e arrondissement de Paris) et repose au cimetière du Montparnasse (div. 10). Une plaque commémorative lui rend hommage sur la façade de l'immeuble où il est décédé.
Le boulevard Louis-Loucheur, situé sur les communes de Saint-Cloud et Suresnes (Hauts-de-Seine), porte son nom, ainsi qu'un boulevard à Clermont-Ferrand (Puy-de-Dôme) et la rue Louis Loucheur dans le 17e arrondissement de Paris.

## Amateur d'art et collectionneur
Loucheur fut proche de Thadée Natanson, le cofondateur de La Revue Blanche, qui devint le centre de ralliement des peintres nabis, et de Vuillard, qu'il aida en 1914, en le recommandant pour accéder à la tête d'une usine de guerre à Lyon.
Vers 1928-1929, le peintre fit son portrait (musée des Beaux-Arts de Lille), dont l'étude préparatoire figura, avec sa Vue des Pavillons vers la mer peint à Criquebeuf-sur-Seine en 1910 lors d'un séjour dans la villa de ce nom louée par ses amis Jos et Lucy Hessel (tableau acquis par Loucheur à Drouot le 2 avril 1928).

## Engagement européen
Fidèle lieutenant des options européistes d'Aristide Briand, représentant de la branche modernisatrice et cartelliste du patronat français, partisan du rapprochement industriel entre la France et l'Allemagne, Loucheur est un des plus actifs promoteurs des idées et projets de construction économique européenne des années 1920. À ce titre, il peut être considéré comme un des inspirateurs intellectuels de l'Union européenne[réf. nécessaire]. 
Il formule notamment le projet Loucheur, qui préconise le développement des ententes de production et l'abaissement des barrières douanières en Europe. Ces idées constituent le socle des travaux de la Conférence économique internationale, dont il est l'initiateur en 1925, qui se réunit à Genève en 1927. Vice-président de cette conférence, Loucheur exerce un rôle majeur dans son organisation et ses débats et influence notablement ses conclusions, véritable laboratoire à idées de l'Europe économique du futur.
Il préside la section française de l'Union paneuropéenne et œuvre à la constitution d'un Comité économique associant les industriels européens.
Enfin, il est l'inspirateur du volet économique du Projet d'Union européenne, présenté par  Briand à la tribune de la SDN le 5 septembre 1929.